# Mihai Neșu
Mihai Mircea Neșu (* 19. Februar 1983 in Oradea) ist ein ehemaliger rumänischer Fußballspieler. Er stand bis 2012 beim FC Utrecht in der niederländischen Eredivisie unter Vertrag.

## Karriere

### Verein
Der Sohn des ehemaligen Fußballspielers und FIFA-Schiedsrichters Mircea Neșu (1940–2014) begann seine Karriere bei seinem Heimatklub Arcadia Oradea, ehe er 2001 zu Steaua Bukarest wechselte. Am 21. April 2002 gab er sein Debüt in der rumänischen Liga 1. Mit Steaua konnte er 2005 und 2006 rumänischer Meister werden und 2006 den Supercup gewinnen. In der Saison 2006/07, nachdem George Ogăraru zu Ajax Amsterdam gewechselt war und Neșu endgültig Stammspieler geworden war, nahm er an der UEFA Champions League teil, in der er am 13. September 2006 sein Debüt absolvierte, als Steaua auswärts gegen Dynamo Kiew mit 4:1 gewann.
Anfang der Saison 2008/09 wechselte er zum FC Utrecht in die Niederlande. Dort sollte er den abgewanderten Erik Pieters ersetzen. Am 14. September 2008 gegen den FC Groningen gab der Außenverteidiger sein Debüt in der Eredivisie.
Am 10. Mai 2011 brach sich Neșu bei einem Trainingsunfall einen Halswirbel. Er ist seitdem vom Hals abwärts gelähmt und auf einen Rollstuhl angewiesen. Er musste deshalb mit Ablauf seines Vertrages im Sommer 2012 seine Karriere beenden.

### Nationalmannschaft
Neșu spielte bereits für die rumänische U21, ehe er erstmals in den Kader des A-Teams berufen wurde. 2005 gab der Defensivspieler gegen die Elfenbeinküste seine Premiere im Dress der Nationalauswahl.

## Erfolge/Titel

### Steaua Bukarest
- Rumänischer Meister: 2001, 2005, 2006
- Rumänischer Supercup-Sieger: 2001, 2006
- Halbfinalist im UEFA-Pokal: 2005/06